# Campeonato Mundial de Judô Masculino de 1971
O Campeonato Mundial de Judô de 1971 foi a 7° edição do Campeonato Mundial de Judô, realizada em Ludwigshafen, Alemanha Ocidental, em 2 a 4 de setembro de 1971.

## Medalhistas

### Homens
| Evento | Ouro                | Prata                | Bronze                           |
| ------ | ------------------- | -------------------- | -------------------------------- |
| -63 kg | Takao Kawaguchi     | Toyokazu Nomura      | Choi Jong-Sam Sergei Susulin     |
| -70 kg | Hideki Tsuzawa      | Hiroshi Minatoya     | Dietmar Hoetger Antoni Zajkowski |
| -80 kg | Shozo Fujii         | Yoshinari Shigematsu | Guy Auffray David Starbrook      |
| -93 kg | Fumio Sasahara      | Nobuyuki Sato        | Helmut Howiller Chiaki Ishii     |
| +93 kg | Wim Ruska           | Klaus Glahn          | Hisakazu Iwata Keith Remfry      |
| Aberto | Masatoshi Shinomaki | Vitali Kusnetzov     | Klaus Glahn Shinobu Sekine       |

### Quadro de Medalhas
| Ordem | País              | Medalha de ouro | Medalha de prata | Medalha de bronze | Total |
| ----- | ----------------- | --------------- | ---------------- | ----------------- | ----- |
| 1     | Japão             | 5               | 4                | 2                 | 11    |
| 2     | Países Baixos     | 1               | 0                | 0                 | 1     |
| 3     | Alemanha          | 0               | 1                | 1                 | 2     |
| 3     | União Soviética   | 0               | 1                | 1                 | 2     |
| 5     | Alemanha Oriental | 0               | 0                | 2                 | 2     |
| 5     | Grã-Bretanha      | 0               | 0                | 2                 | 2     |
| 7     | Brasil            | 0               | 0                | 1                 | 1     |
| 7     | Coreia do Sul     | 0               | 0                | 1                 | 1     |
| 7     | França            | 0               | 0                | 1                 | 1     |
| 7     | Polónia           | 0               | 0                | 1                 | 1     |